# Isoperla kozlovi
Isoperla kozlovi är en bäcksländeart som beskrevs av Zhiltzova 1972. Isoperla kozlovi ingår i släktet Isoperla och familjen rovbäcksländor. Inga underarter finns listade i Catalogue of Life.